# آمریکایی‌های انگلیسی‌تبار
آمریکایی‌های انگلیسی‌تبار (انگلیسی: English Americans) یا آنگِلو-آمریکایی ها(Anglo-Americans) آمریکایی هایی  هستند که تمام یا بخشی از اصالتشان به انگلستان میرسد و انگلیسی‌تبار هستند. در نظرسنجی جامعه آمریکا در سال ۲۰۱۹ ۲۳٫۵۹ میلیون  یا(حدود ۷٪)نفر خود را دارای اصلیت انگلیسی می‌دانستند.